# Ralf Braun
Ralf Braun (Berlino, 24 gennaio 1973) è un ex nuotatore tedesco.

## Carriera
Specializzato nel dorso, ha vinto un titolo continentale sulla distanza dei 200 metri.

## Palmarès
- Mondiali

Perth 1998: argento nei 200m dorso.
- Europei

Siviglia 1997: argento nella 4x100m misti e bronzo nei 100m dorso.
Istanbul 1999: oro nei 200m dorso.